# Apogonia flavipes
Apogonia flavipes är en skalbaggsart som beskrevs av Raffaello Gestro 1883. Apogonia flavipes ingår i släktet Apogonia och familjen Melolonthidae. Inga underarter finns listade i Catalogue of Life.